# Ann-Elen Skjelbreid
Ann-Elen Skjelbreid (ur. 13 września 1971 w Bergen) – norweska biathlonistka, dwukrotna medalistka igrzysk olimpijskich i wielokrotna medalistka mistrzostw świata.

## Kariera
Pierwszy sukces w karierze osiągnęła w 1990 roku, startując na mistrzostwach świata juniorów w Sodankylä. Wraz z koleżankami z reprezentacji zdobyła tam brązowy medal w sztafecie. Podczas rozgrywanych rok później mistrzostw świata juniorów w Galyatető zwyciężyła w sprincie, a w sztafecie ponownie była druga.
W Pucharze Świata zadebiutowała 18 stycznia 1992 roku w Ruhpolding, zajmując 42. miejsce w sprincie. Pierwsze punkty wywalczyła 6 marca 1992 roku w Oslo, kiedy była piętnasta w biegu indywidualnym. Pierwszy raz na podium zawodów pucharowych stanęła 18 stycznia 1996 roku w Osrblie, kończąc rywalizację w tej konkurencji na drugiej pozycji. Rozdzieliła tam Andreję Koblar ze Słowenii i swą rodaczkę - Hildegunn Mikkelsplass. W kolejnych startach jeszcze pięć razy stawała na podium, nie odnosząc jednak zwycięstwa: 8 lutego 1996 roku w Ruhpolding, 18 stycznia 1997 roku w Anterselvie, 7 marca 1998 roku w Pokljuce i 12 marca 1999 roku w Oslo była druga w sprincie, a 14 marca 1999 roku w Oslo była też druga w biegu pościgowym. Najlepsze wyniki osiągnęła w sezonie 1997/1998, kiedy zajęła dziewiąte miejsce w klasyfikacji generalnej.
Podczas mistrzostw świata w Canmore w 1994 roku razem z Åse Idland, Annette Sikveland i Hildegunn Mikkelsplass zdobyła srebrny medal w biegu drużynowym. Na rozgrywanych rok później mistrzostwach świata w Anterselvie w tej samej konkurencji reprezentacja Norwegii w składzie: Elin Kristiansen, Annette Sikveland, Gunn Margit Andreassen i Ann-Elen Skjelbreid zdobyła złoty medal. Parę dni później Norweżki zdobyły też brązowy medal w sztafecie.
Swój jedyny medal indywidualny zdobyła na mistrzostwach świata w Ruhpolding w 1996 roku, gdzie była druga w sprincie. Uplasowała się tam między Rosjanką Olgą Romaśko i Magdaleną Forsberg ze Szwecji. Kolejne medale wywalczyła podczas mistrzostw świata w Osrblie w 1997 roku. Razem z Gunn Margit Andreassen, Annette Sikveland i swą siostrą Liv Grete Skjelbreid zwyciężyła w biegu drużynowym, a w sztafecie była druga. Ostatni medal w zawodach tego cyklu zdobyła na mistrzostwach świata w Pokljuce/Hochfilzen w 1998 roku, zajmując drugie miejsce w biegu drużynowym.
W 1994 roku wystartowała na igrzyskach olimpijskich w Lillehammer, zajmując 17. miejsce w sprincie i czwarte w sztafecie. Na rozgrywanych cztery lata później igrzyskach w Nagano wywalczyła brązowy medal w sztafecie (skład: Ann Elen Skjelbreid, Annette Sikveland, Gunn Margit Andreassen i Liv Grete Skjelbreid). W konkurencjach indywidualnych plasowała się poza czołową trzydziestką. Brała również udział w igrzyskach olimpijskich w Salt Lake City w 2002 roku, gdzie razem z Liv Grete Poirée, Gunn Margit Andreassen i Lindą Tjørhom zajęła drugie miejsce w sztafecie. Zajęła także 22. miejsce w biegu indywidualnym, 38. w sprincie i 39. w biegu pościgowym.
Ma dwie siostry: biathlonistkę Liv Grete Poirée i Lindę Kristin. Jej mężem jest norweski biathlonista Egil Gjelland, którego poślubiła w 2002 roku. Mają jedną córkę, Kristi (ur. 2004). Mieszkają w Fusa, w zachodniej Norwegii. Jest kuzynką Liv-Kjersti Bergman.

## Osiągnięcia

### Igrzyska olimpijskie
| Rok  | Miejscowość    | Konkurencje | Konkurencje | Konkurencje | Konkurencje | Konkurencje | Konkurencje | Konkurencje |
| Rok  | Miejscowość    | IN          | SP          | PU          | MS          | RL          | MR          | SR          |
| ---- | -------------- | ----------- | ----------- | ----------- | ----------- | ----------- | ----------- | ----------- |
| 1994 | Lillehammer    | –           | 17.         | nd.         | nd.         | 4.          | nd.         | –           |
| 1998 | Nagano         | 34.         | 37.         | nd.         | nd.         | 3.          | nd.         | –           |
| 2002 | Salt Lake City | 22.         | 38.         | 39.         | nd.         | 2.          | nd.         | –           |

### Mistrzostwa świata
| Rok  | Miejscowość         | Konkurencje | Konkurencje | Konkurencje | Konkurencje | Konkurencje | Konkurencje | Konkurencje |
| Rok  | Miejscowość         | IN          | SP          | PU          | MS          | RL          | MR          | SR          |
| ---- | ------------------- | ----------- | ----------- | ----------- | ----------- | ----------- | ----------- | ----------- |
| 1994 | Canmore             | nd.         | nd.         | nd.         | nd.         | nd.         | nd.         | –           |
| 1995 | Anterselva          | 13.         | 28.         | nd.         | nd.         | 3.          | nd.         | –           |
| 1996 | Ruhpolding          | 31.         | 2.          | nd.         | nd.         | 4.          | nd.         | –           |
| 1997 | Osrblie             | 71.         | –           | –           | nd.         | 2.          | nd.         | –           |
| 1998 | Pokljuka/Hochfilzen | nd.         | nd.         | 6.          | nd.         | nd.         | nd.         | –           |
| 1999 | Kontiolahti/Oslo    | 32.         | 8.          | 12.         | 13.         | 4.          | nd.         | –           |
| 2000 | Oslo/Lahti          | 39.         | 16.         | 16.         | –           | 5.          | nd.         | –           |
| 2001 | Pokljuka            | 41.         | 10.         | 9.          | 13.         | 4.          | nd.         | –           |
| 2003 | Chanty-Mansyjsk     | 31.         | 42.         | 40.         | –           | 8.          | nd.         | –           |
| 2004 | Oberhof             | 33.         | –           | –           | –           | –           | nd.         | –           |

### Puchar Świata

#### Miejsca w klasyfikacji generalnej
| Sezon     | Miejsce |
| --------- | ------- |
| 1991/1992 | 50.     |
| 1993/1994 | 29.     |
| 1994/1995 | 32.     |
| 1995/1996 | 13.     |
| 1996/1997 | 27.     |
| 1997/1998 | 9.      |
| 1998/1999 | 10.     |
| 1999/2000 | 34.     |
| 2000/2001 | 20.     |
| 2001/2002 | 56.     |
| 2002/2003 | 49.     |
| 2003/2004 | 53.     |

#### Miejsca na podium chronologicznie
| Lp. | Dzień       | Rok  | Miejscowość | Konkurencja                | Lokata | Pudła   | Czas biegu | Strata  | Zwycięzca          |
| --- | ----------- | ---- | ----------- | -------------------------- | ------ | ------- | ---------- | ------- | ------------------ |
| 1.  | 18 stycznia | 1996 | Osrblie     | Bieg indywidualny na 15 km | 2.     | 0+0+0+1 | 46:28,3    | +2,2    | Andreja Koblar     |
| 2.  | 8 lutego    | 1996 | Ruhpolding  | Sprint na 7,5 km           | 2.     | 0+1     | 22:30,5    | +19,4   | Olga Romaśko       |
| 3.  | 18 stycznia | 1997 | Anterselva  | Sprint na 7,5 km           | 2.     | 1+0     | 23:16,8    | +19,9   | Uschi Disl         |
| 4.  | 7 marca     | 1998 | Pokljuka    | Sprint na 7,5 km           | 2.     | 1+0     | 23:43,6    | +29,7   | Magdalena Forsberg |
| 5.  | 12 marca    | 1999 | Oslo        | Sprint na 7,5 km           | 2.     | 0+0     | 22:04,7    | +2,0    | Ołena Zubryłowa    |
| 6.  | 14 marca    | 1999 | Oslo        | Bieg pościgowy na 10 km    | 2.     | 1+1+0+1 | 32:55,3    | +1:11,2 | Ołena Zubryłowa    |